# David Howard Thornton

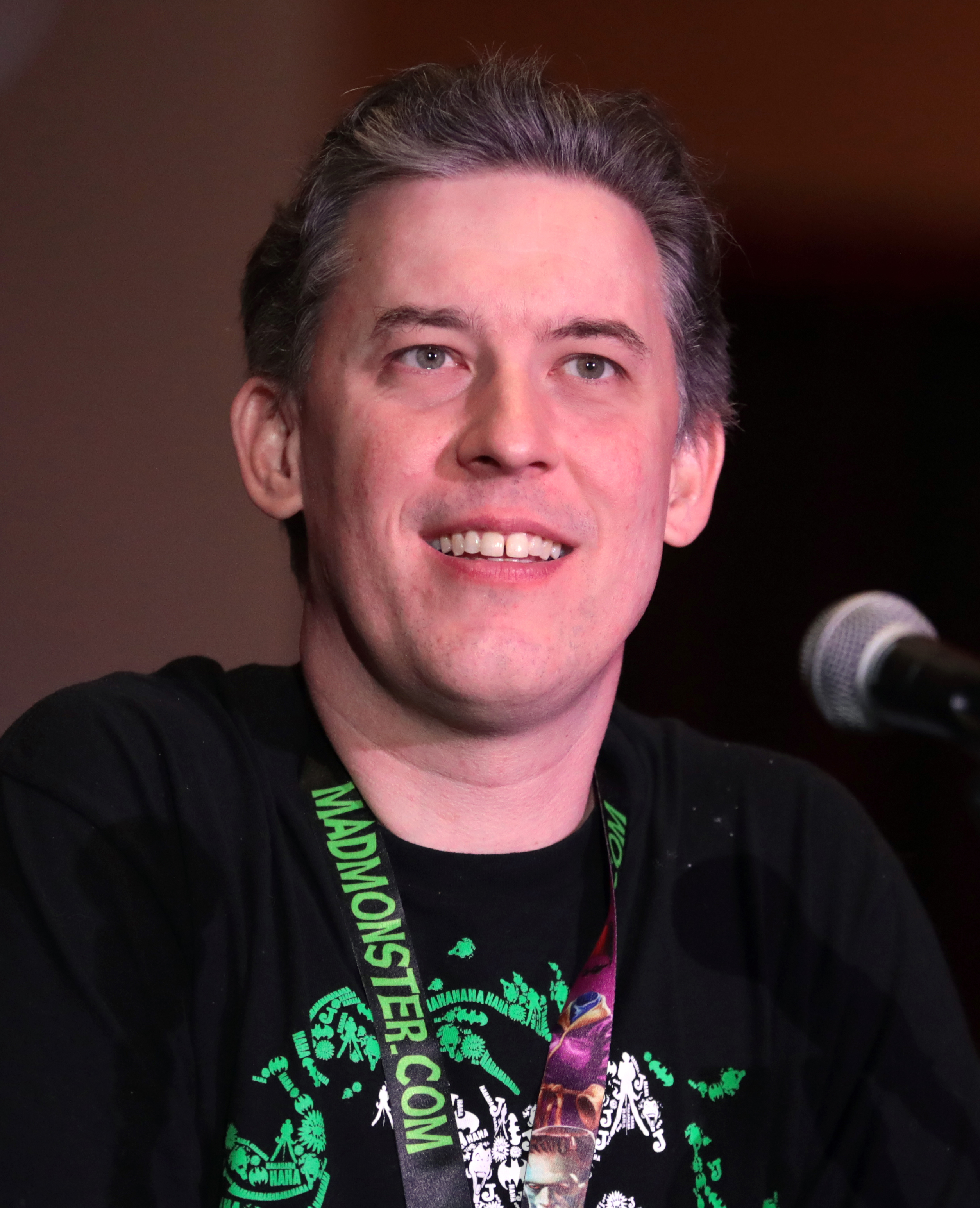
David Howard Thornton (2023)

David Howard Thornton (* 30. November 1979 in Huntsville, Alabama) ist ein US-amerikanischer Schauspieler, der vor allem durch die Darstellung der Figur Art the Clown in den Filmen Terrifier (2016), Terrifier 2 (2022) und Terrifier 3 (2024) bekannt ist.

## Karriere
Im Jahr 2016 war David Howard Thornton erstmals als Art the Clown zu sehen. Im Film Terrifier stellte er den stummen Clown dar, der ohne erkennbares Motiv brutal seine Opfer tötet. Die Rolle brachte ihm sowohl eine Nominierung für einen Fangoria Chainsaw Award als auch die Auszeichnung mit einem Fright Meter Award ein. In Terrifier 2 (2022) und einer Folge der Fernsehserie Bupkis (2023) war er erneut in dieser Rolle zu sehen. Für Terrifier 2 wurde Thornton für den Indiana Film Journalists Association Award nominiert. Im Oktober 2024 erschien Terrifier 3, bei dem er ein weiteres Mal in einer Hauptrolle zu sehen war.
Von 2016 bis 2017 war er in sechs Folgen der Fernsehserie Nightwing: Escalation als Joker zu sehen, 2017 folgte mit Gotham ein Gastauftritt in einer weiteren auf Motiven von DC Comics basierenden Fernsehserie.
Neben seiner Arbeit als Schauspieler ist Thornton auch als Synchronsprecher aktiv. So lieh er 2015 in der amerikanischen Version des Anime-Films Miss Hokusai mehreren Figuren seine Stimme. Bereits davor sprach er mehrere Rollen im DLC Pirates of the Flying Fortress zum Videospiel Two Worlds 2 (2010) oder dem Spiel The Invizimals: The Lost Kingdom (2013).

## Filmografie (Auswahl)
- 2015: Miss Hokusai (Sarusuberi: Miss Hokusai, Stimme)
- 2016: Terrifier
- 2016–2017: Nightwing: Escalation (Fernsehserie, 6 Folgen)
- 2017: Gotham (Fernsehserie, eine Folge)
- 2022: Terrifier 2
- 2022: The Mean One
- 2023: Bupkis (Fernsehserie, eine Folge)
- 2024: Terrifier 3
- 2024: Stream
- 2025: Screamboat

## Auszeichnungen
Für Terrifier wurde Thornton 2018 mit einem Fright Meter Award ausgezeichnet. Im Folgejahr wurde er für dieselbe Rolle für einen Fangoria Chainsaw Award nominiert. 2022 folgte eine Nominierung für Terrifier 2 für einen Indiana Film Journalists Association Award.